# 约恩内·耶尔韦莱

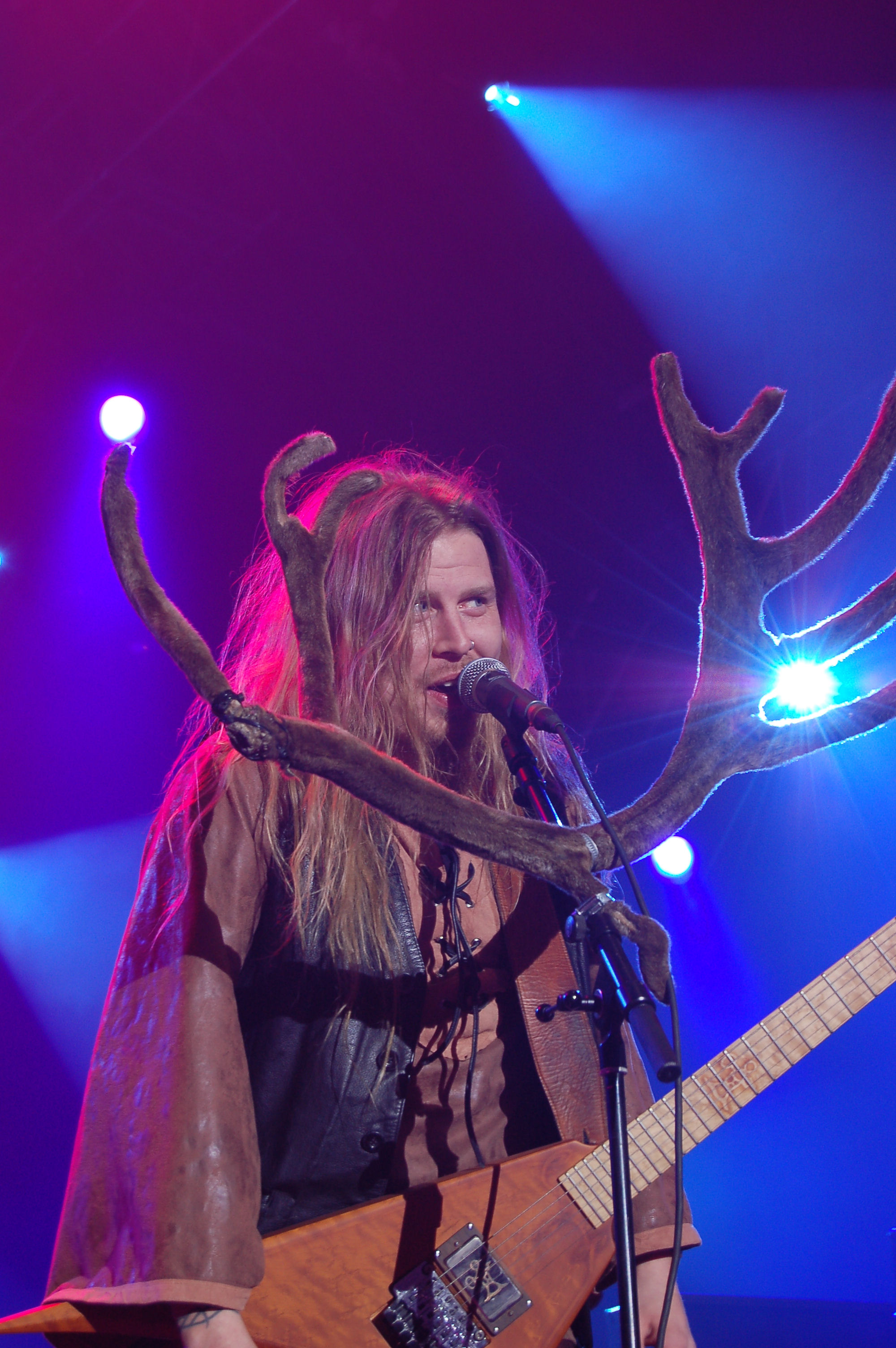
音乐会上的约恩内·耶尔韦莱

约恩内·耶尔韦莱（芬蘭語：Jonne Järvelä，1974年6月3日－）是芬兰乐团Korpiklaani的主唱兼吉他手。他以其yoik式的维尔加民谣金属和为Finntroll专辑《Jaktens Tid》所做的yoik音乐而知名。他曾是萨米音乐团体Angelin tytöt的成员。在2012年他在专辑《Guten Tag》中演唱了沃尔夫歌曲《A Thousand Eyes》。